# Drosicha palavanica
Drosicha palavanica är en insektsart som beskrevs av Cockerell 1916. Drosicha palavanica ingår i släktet Drosicha och familjen pärlsköldlöss.
Artens utbredningsområde är Filippinerna. Inga underarter finns listade i Catalogue of Life.